# Sayaka Miki
Sayaka Miki (美樹 さやか Miki Sayaka?) es un personaje ficticio de la serie de anime de 2011 Puella Magi Madoka Magica. Una chica con un fuerte sentido de la justicia y fanática de la música clásica, Sayaka es la mejor amiga de la infancia de una de las protagonistas de la serie, Madoka Kaname. Ella respeta y admira mucho a su estudiante de último año Mami Tomoe, una chica mágica experimentada que lucha por la justicia y aspira a ser como ella. Sayaka hace un contrato con el mensajero de la magia, Kyubey, y se convierte en una chica mágica para curar los brazos de Kyōsuke Kamijo, un chico del que está enamorada desde la infancia. Sayaka ha aparecido en varios medios de Puella Magi Madoka Magica, incluido manga, una adaptación novedosa de la serie y videojuegos.
El escritor Gen Urobuchi declaró que había creado a Sayaka basándose en un "personaje de Urobuchi". Se refirió a ella como su personaje favorito de la serie y dijo que su historia fue la más agradable de escribir. Fue diseñada por Ume Aoki; Debido a la personalidad marimacho del personaje, Aoki quería expresar cualidades tanto de niño como de niña en su diseño. Sayaka tiene la voz de Eri Kitamura en japonés.

## Concepción

### Creación y diseño
El nombre de Sayaka Miki fue dado por el escritor de la serie Gen Urobuchi. Urobuchi creó a Sayaka y basó su personalidad en un "personaje de Urobuchi", a diferencia del protagonista de la serie, Madoka Kaname, que es un personaje inusual por su estilo de escritura y sigue el estilo de los personajes del diseñador de personajes Ume Aoki. Urobuchi declaró que Sayaka era su personaje favorito en general y que su historia fue la más agradable de escribir. Debido a su sombrío destino al final de la serie, el director de la serie, Akiyuki Shinbo, le preguntó a Urobuchi si era posible cambiar la trama para que Sayaka pudiera salvarse. Urobuchi se negó, diciendo que era integral para ella morir "para que la audiencia realmente entendiera por qué Madoka se convirtió en Dios al final". Shinbo luego preguntó si podía volver a la vida, diciendo que se había encariñado mucho con el personaje. Urobuchi se negó nuevamente, diciendo que esto sería imposible debido a las reglas ya establecidas que rigen la historia. Shinbo accedió, pero dijo que creía que podría haber sido una carga demasiado grande para los personajes que eran niñas jóvenes de secundaria.
En el episodio ocho de la serie, la conversación que escucha Sayaka en un tren sobre mujeres en realidad se basó en un evento real que presenció Urobuchi, quien dijo que escuchó una conversación similar entre dos hombres en un tren lleno de gente. Urobuchi dijo que incluso si Sayaka le confesara su amor a Kyōsuke Kamijo, nunca habría sido feliz con él. Sin embargo, defendió el deseo y las elecciones de Sayaka en el final, ya que ella decidió desearlo antes de desaparecer con Madoka en el más allá. Urobuchi dijo que el episodio final no se trata de que Sayaka esté destinada a morir, sino de que ella da su propia vida para ayudar a Kyōsuke a tocar la música nuevamente para poder escucharlo, y sintió que los espectadores malinterpretaron su deseo. Otro aspecto que Urobuchi quería desarrollar en la serie era el choque inicial entre Sayaka y su chica mágica rival, Kyoko Sakura; donde afirmó que a lo largo de la historia, Kyoko se suicida con Sayaka porque los errores de ambos son "completamente iguales".
Sayaka fue diseñado por Ume Aoki. Su motivo de color es azul. En su atuendo de niña mágica, Sayaka está diseñada para parecerse a un caballero que aparece en un escenario de fantasía mágica y usa una capa y una falda asimétrica. Urobuchi encontró que su capa era elegante. Debido a la personalidad marimacho del personaje, Aoki dijo que quería expresar cualidades tanto de niño como de niña en el diseño del personaje; como resultado, dijo que el plan de diseño de la figura de la niña mágica no se determinó hasta los últimos borradores. Para expresar estos rasgos, Aoki diseñó la longitud de su cabello y falda asimétricamente para contrastar su feminidad y masculinidad en ambos lados de su cuerpo. Aoki originalmente agregó una simple horquilla amarilla al personaje, pero no se incluyó en la serie debido a varios problemas de animación. Se agregó en las películas de compilación por sugerencia de Aoki, y ella cambió la forma de la horquilla en un símbolo de fortissimo . Aoki declaró que el diseño del motivo musical se inspiró en el equipo de animación de la serie de televisión mientras agregan notas musicales a las secuencias de transformación y habilidades de Sayaka.

## Personaje
Sayaka Miki es la mejor amiga de Madoka Kaname desde la infancia y estudiante de segundo año en la escuela secundaria Mitakihara. Es una marimacho animada de cabello azul con fuertes ideales de amor y legalidad, así como una gran fanática de la música clásica. Después de ayudar a Madoka a rescatar al mensajero de la magia, Kyubey, Mami Tomoe, una chica mágica experimentada que lucha por la justicia y protege a las personas de monstruos surrealistas llamados brujas, la introduce en el mundo de las chicas mágicas, y Sayaka aspira a ser como ella. Mami se ofrece a llevar tanto a Sayaka como a Madoka en su cacería de brujas para que aprendan las responsabilidades que conlleva ser una chica mágica. Sin embargo, Mami es brutalmente asesinada por una bruja llamada Charlotte. Después de la muerte de Mami, Sayaka hace un contrato con Kyubey y se convierte en una chica mágica al usar su deseo de curar la mano herida de Kyōsuke Kamijo, un joven violinista del que está enamorada y que visita diariamente en el hospital. Ella trata de asumir el papel de Mami y cree que cada chica mágica debe usar su poder para ayudar a las personas, y no le gusta Homura Akemi y Kyoko Sakura debido a sus diferentes puntos de vista. Ella lucha contra Kyoko en un momento debido a los ideales de este último.
Como chica mágica, Sayaka usa una falda azul con una capa blanca y guantes. Su arma preferida es una katana de la que puede producir múltiples copias a la vez. Ella también tiene una fuerte capacidad regenerativa debido a la naturaleza curativa de su deseo. Sayaka insiste en que su deseo es desinteresado y siente que luchar contra las brujas para salvar a la gente es una ventaja, incluso después de presenciar la muerte de Mami.

## Apariciones
Cuando Mami Tomoe las salva a ella y a Madoka de una bruja, Kyubey explica que quiere hacer un contrato con Sayaka y Madoka y convertirlas en chicas mágicas a cambio de concederles cualquier deseo. Mami luego se ofrece a llevarlos con ella a una cacería de brujas para determinar si hay un deseo por el que arriesgarían sus vidas. Después de presenciar la muerte de Mami, Sayaka se preocupa por convertirse en una chica mágica, pero luego hace un contrato con Kyubey para curar las manos de Kyōsuke. Ella choca con Kyoko Sakura por sus ideales e intentan matarse entre ellos antes de ser detenidos por Homura Akemi. Sayaka está resentida con Kyoko por su actitud egoísta y con Homura por no entender que dejó que una bruja matara a Mami. A medida que los ideales de Sayaka se enfrentan a la realidad de las consecuencias de su deseo y al estrés de la lucha, su visión del mundo se corrompe lentamente. Se vuelve odiosa y desconfiada hacia los demás, incluida Madoka, a quien arremete y acusa de ser egoísta.
Después de enterarse de que su alma ya no está en su cuerpo, sino en su Soul Gem, Sayaka comienza a creer que es una zombi; y cuando su amiga Hitomi Shizuki le confiesa su amor por Kyōsuke, Sayaka se desespera y rechaza toda ayuda. Ella pierde la fe en sus ideales y en sí misma, lo que lleva a su Gema del Alma a corromperse y convertirse en una Semilla del Dolor. Se convierte en la bruja sirena acorazada Oktavia von Seckendorff. Aunque Kyoko y Madoka intentan comunicarse con Sayaka, se dan cuenta de que ella está más allá de la ayuda. Kyoko luego realiza un poderoso ataque para acabar con Oktavia a costa de su vida. Se reveló que Homura es un viajero del tiempo, y en todas las líneas de tiempo, Sayaka siempre se desesperaba y se convertía en bruja al hacer un contrato. A pesar de que Madoka se convirtió en una diosa y reelaboró el mundo en la línea de tiempo final, Sayaka todavía pide un deseo en el nuevo mundo y termina desapareciendo después de agotar su gema del alma. Sayaka no se arrepiente de su deseo y espera que Hitomi haga feliz a Kyōsuke.
En Puella Magi Madoka Magica the Movie: Rebellion, Sayaka ayuda a Madoka y Nagisa Momoe a salvar a Homura, y ha recibido conocimiento de todas las líneas de tiempo anteriores como resultado de convertirse en parte de la Ley de los Ciclos. Ella muestra el poder de convocar y manipular brujas, con su forma de Oktavia ahora como una extensión de su voluntad que puede convocar. Sayaka afirma que se convirtió en asistente de Madoka porque "se arrepintió de haber dejado atrás a Kyoko". Al final de la película, Homura sacó a Sayaka y Nagisa del más allá y les dio una nueva vida y formas humanas en el nuevo mundo. A diferencia de Madoka y Nagisa, Sayaka retuvo sus recuerdos antes de ser sometida al poder de Homura, ya que Sayaka promete nunca olvidar el demonio en el que se había convertido Homura, incluso si olvida todo lo demás.
En enero de 2018, Aniplex hizo un comercial de personaje debut para Sayaka para el juego de teléfonos inteligentes Magia Record debido a su presentación tardía. Sayaka aparece en el Capítulo 6 de la historia principal y se une a Madoka y Homura para buscar a Mami en la ciudad de Kamihama. Se infiltran en el Museo de Registro Kamihama abandonado y son atacados por Wings of Magius, un grupo de chicas mágicas que quiere liberar a las chicas mágicas de su cruel destino. Mientras Madoka y Homura pelean, Sayaka conoce a Mami, a quien ahora le lavaron el cerebro y se convirtió en miembro de Wings of Magius. Mami intenta matar a Iroha Tamaki y Yachiyo Nanami, pero Sayaka la detiene. Después de ser dominada por Mami, Sayaka escapa de la pelea con Iroha y Yachiyo usando una de las bombas de Homura.
Después de presentarse a Iroha y Yachiyo, Sayaka descubre que las chicas mágicas se convierten en brujas cuando se corrompe la gema de su alma. Sayaka se reúne con Madoka y Homura y les cuenta todo lo que aprendió. Sayaka teme convertirse en bruja, pero Madoka la convence de que no deben abandonar la esperanza y que deben seguir buscando a Mami; Sayaka está de acuerdo. Después de regresar a la ciudad de Mitakihara, Mami aparece ante ellos y tratan de convencerla de que se detenga. Fracasan y quedan atrapados en una barrera creada por Alina Gray antes de ser rescatados por Kyoko, quien les dice que una bruja muy poderosa llamada Walpurgisnacht llegará a la ciudad de Kamihama antes de irse. Sayaka, Madoka y Homura van a la ciudad de Kamihama, donde se encuentran con Mami (que había sido liberada de su control mental) y sus amigos para detener a Magius y derrotar a Walpurgisnacht.
Para la adaptación teatral de Magia Record, Sayaka es interpretada por Miku Kanemura de Keyakizaka46. En la adaptación al anime, Sayaka aparece en el episodio final de la primera temporada. Ella protege a Yachiyo Nanami y se involucra en una pelea con una Mami con el cerebro lavado.

### Popularidad

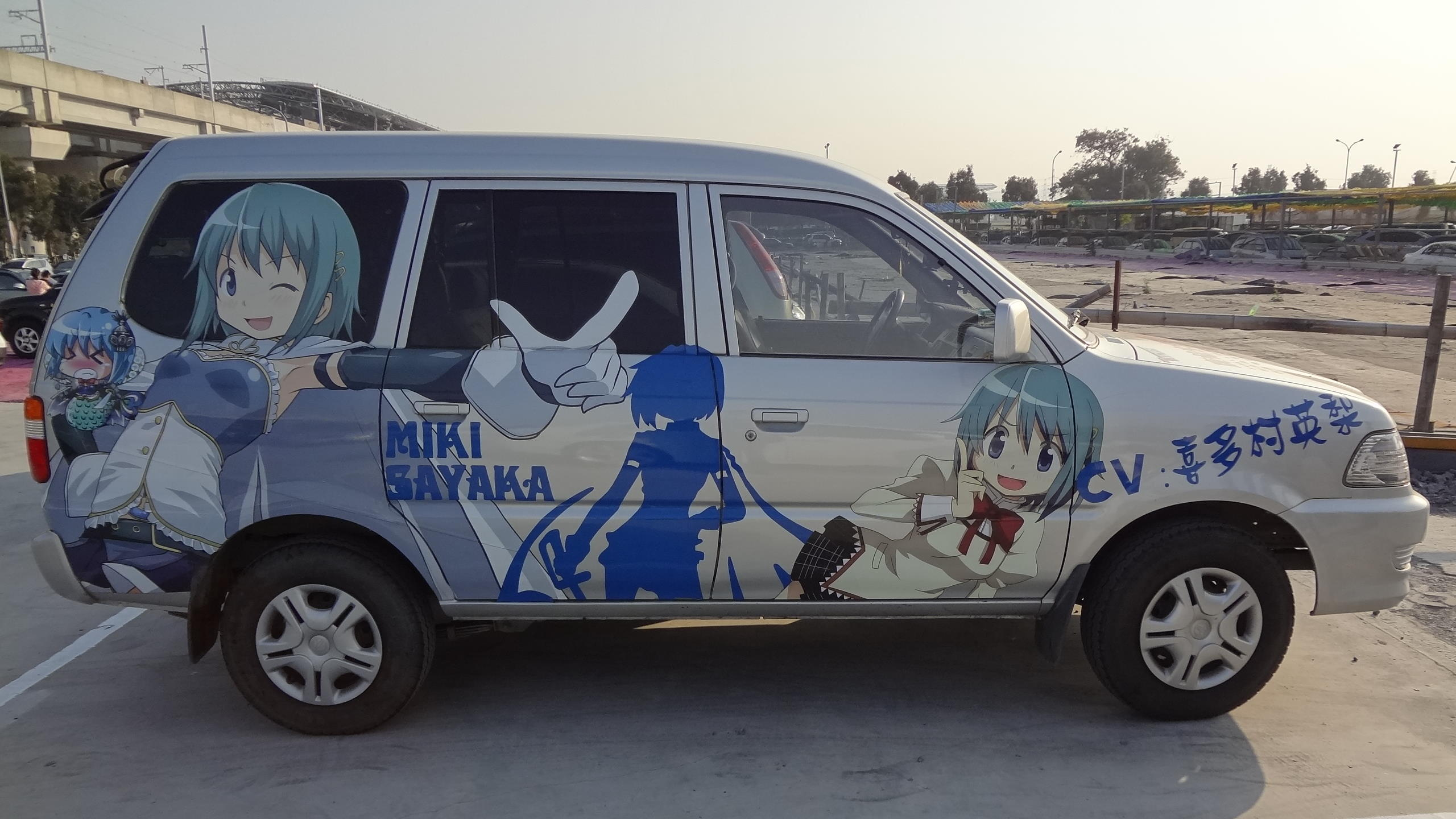
Un automóvil itasha - Toyota con Sayaka en Taichung, Taiwán.

Sayaka ha sido bien recibida por los fanáticos, como lo demuestra su alto ranking en varias encuestas de popularidad. Obtuvo el segundo lugar en la lista de las "7 mejores heroínas de anime de pelo azul" votadas por los fanáticos en Akihabara. En 2012, fue votada como el segundo personaje femenino más trágico del anime y ocupó el octavo lugar en 2015 en la misma categoría. En una encuesta de BIGLOBE, Sayaka ocupó el puesto 18 en la categoría "Chica anime que atrae a los fanáticos más desesperados" y ocupó el octavo lugar entre las mejores chicas yandere. En una encuesta de Charapedia de 2015, Sayaka ocupó el puesto 17 en la lista de "Personajes que merecen su propio anime". Sayaka también fue votada como las ocho heroínas de SHAFT más populares en 2016. El mismo año, una encuesta de Charapedia, que pedía a los fanáticos que enumeraran las "mejores chicas mágicas de anime", colocó a Sayaka en el noveno lugar con 226 votos. En una encuesta de Anime News Network, la forma de bruja de Sayaka fue votada como la segunda forma de monstruo más genial del anime. En otra encuesta de ANN sobre "¿Quién es tu personaje de pelo azul favorito?", Sayaka ocupó el quinto lugar con el 8,5% de los votos. En un Manga. Encuesta de Tokio de 2018, la línea de Sayaka "Soy ... soy tan estúpido" fue votada como la octava línea premortem más famosa en el anime. En una encuesta de Ani Trending News de 2020, Sayaka también fue votada como el octavo mejor personaje de anime femenino del invierno de 2011. ¡El mismo año, Sayaka fue votada como la 14.ª mejor chica mágica en una encuesta de Anime! Anime! .
Charles Pulliam-Moore de Gizmodo Australia incluyó a Sayaka en la lista de "9 secuencias de transformación de chicas mágicas para inspirarte a vestirte", y Pulliam-Moore apreció la escena de transformación de Sayaka por resaltar aspectos de su personaje y comentar sobre su "naturaleza optimista". que "es una gran parte de lo que la convierte en una bruja tan poderosa".